# Boxe nos Jogos Pan-Americanos de 2023 - Até 54 kg feminino
A competição da categoria até 54 kg feminino  do boxe nos Jogos Pan-Americanos de 2023 em Santiago, Chile, foi realizada de 21 a 27 de outubro no Centro de Treinamento Olímpico. Um total de 11 boxeadoras de 11 CONs competiram.
As duas finalistas se classificaram aos Jogos Olímpicos de Verão de 2024 em Paris, França.

## Qualificação
Houve uma cota de 130 boxeadores para a competição (10 por categoria). O país-sede (Chile) recebeu vagas automáticas para todos os eventos. O restante das vagas foram concedidas através de diversos torneios qualificatórios. Todavia, o Comitê Olímpico Internacional decidiu posteriormente que a competição seria um evento de registro aberto, o que significava que um CON poderia inscrever um boxeador diretamente no torneio.

## Formato da competição
Como todos os eventos pan-americanos de boxe, a competição é um torneio direto de eliminação. Ambos os perdedores da semifinal recebem medalhas de bronze, então nenhum boxeador compete novamente após a primeira derrota. Os combates consistem em um sistema de pontuação em 3 rounds, onde o vencedor de cada round deve receber 10 pontos e o perdedor uma quantidade menor. Cinco juízes avaliam cada luta. O vencedor será o boxeador que mais marcou no final da partida.

## Medalhistas
| Ouro   | COL Yeni Arias                     |
| Prata  | BRA Tatiana Chagas                 |
| Bronze | VEN Johana Gómez CHI Denisse Bravo |

## Resultados
As pugilistas se enfrentam em lutas eliminatórias até a definição das medalhistas. As perdedoras das semifinais conquistam automaticamente as medalhas de bronze.
|  | Oitavas de final      | Oitavas de final      | Oitavas de final |  |  | Quartas de final     | Quartas de final     | Quartas de final   |   |                    | Semifinais         | Semifinais     | Semifinais |  |  | Final | Final | Final |
|  |                       |                       |                  |  |  |                      |                      |                    |   |                    |                    |                |            |  |  |       |       |       |
|  |                       |                       |                  |  |  |                      |                      |                    |   |                    |                    |                |            |  |  |       |       |       |
|  |                       |                       |                  |  |  | MEX Gloria Fernández | MEX Gloria Fernández | 1                  |   |                    |                    |                |            |  |  |       |       |       |
|  | USA Yoseline Perez    | USA Yoseline Perez    | 1                |  |  | COL Yeni Arias       | COL Yeni Arias       | 4                  |   |                    |                    |                |            |  |  |       |       |       |
|  | COL Yeni Arias        | COL Yeni Arias        | 4                |  |  |                      |                      |                    |   | COL Yeni Arias     | COL Yeni Arias     | 5              |            |  |  |       |       |       |
|  |                       |                       |                  |  |  |                      | VEN Johana Gómez     | VEN Johana Gómez   | 0 |                    |                    |                |            |  |  |       |       |       |
|  |                       |                       |                  |  |  | ARG Sofía Robles     | ARG Sofía Robles     | 0                  |   |                    |                    |                |            |  |  |       |       |       |
|  |                       |                       |                  |  |  | VEN Johana Gómez     | VEN Johana Gómez     | 5                  |   |                    |                    |                |            |  |  |       |       |       |
|  |                       |                       |                  |  |  |                      |                      |                    |   |                    | COL Yeni Arias     | COL Yeni Arias | 3          |  |  |       |       |       |
|  |                       |                       |                  |  |  |                      | BRA Tatiana Chagas   | BRA Tatiana Chagas | 2 |                    |                    |                |            |  |  |       |       |       |
|  |                       |                       |                  |  |  | ECU Helen Sánchez    | ECU Helen Sánchez    | 0                  |   |                    |                    |                |            |  |  |       |       |       |
|  | BRA Tatiana Chagas    | BRA Tatiana Chagas    | 3                |  |  | BRA Tatiana Chagas   | BRA Tatiana Chagas   | 5                  |   |                    |                    |                |            |  |  |       |       |       |
|  | DOM Estéfani Almánzar | DOM Estéfani Almánzar | 2                |  |  |                      |                      |                    |   | BRA Tatiana Chagas | BRA Tatiana Chagas | 4              |            |  |  |       |       |       |
|  | CRC Nicole Barrantes  | CRC Nicole Barrantes  | 0                |  |  |                      | CHI Denisse Bravo    | CHI Denisse Bravo  | 1 |                    |                    |                |            |  |  |       |       |       |
|  | CHI Denisse Bravo     | CHI Denisse Bravo     | 5                |  |  | CHI Denisse Bravo    | CHI Denisse Bravo    | 3                  |   |                    |                    |                |            |  |  |       |       |       |
|  |                       |                       |                  |  |  | CAN Scarlett Delgado | CAN Scarlett Delgado | 2                  |   |                    |                    |                |            |  |  |       |       |       |
|  |                       |                       |                  |  |  |                      |                      |                    |   |                    |                    |                |            |  |  |       |       |       |